# Turośl (gmina)
Turośl – gmina wiejska w województwie podlaskim, w powiecie kolneńskim. W latach 1975–1998 gmina położona była w województwie łomżyńskim.
Siedziba gminy to Turośl.
Wójtem gminy od 2004 r. pozostaje Piotr Niedbała, zaś przewodniczącym Rady Gminy 7 kwietnia 2024 r. został wybrany Dariusz Lemański.
Według danych z 31 grudnia 2019 roku gminę zamieszkiwało 5110 osób.

## Historia
Osady na obrzeżu Puszczy Zielonej zaczęto zakładać około połowy XVII wieku. Wieś Turośl powstała w wieku XVIII-tym, pierwotnie jako osada leśniczego zlokalizowana nad rzeką Turoślanką. Przez dłuższy czas tereny dzisiejszej gminy były zastrzeżone do wyłącznej dyspozycji książąt mazowieckich (zagajone) – stąd pierwotna nazwa tej części puszczy brzmiała Zagajnica. Obszar Zagajnicy Królewskiej obfitował w tury i łosie, stąd późniejsza nazwa tej miejscowości – Turośl. Pierwszymi osadami na jej terenie były rudy, czuli kuźnice, gdzie wytapiano żelazo z rudy darniowej, osady smolarzy produkujących smołę, dziegieć i węgiel drzewny oraz osady bartników zajmujących się rozwiniętą na szeroką skalę hodowlą pszczół. Turośl była również osadą leśną, a jej mieszkańcy trudnili się łowiectwem, pszczelarstwem, wytapianiem smoły, rudy darniowej i obróbką drewna.
Z biegiem lat, gdy ubywało lasów, Turośl przekształcała się w osadę rolniczą. Miały miejsce wystąpienia przeciwko najeźdźcy w okresie potopu szwedzkiego i wojny północnej (bohater ludowy Stach Konwa), udział w powstaniach narodowych czy walka z hitlerowskim okupantem. Podczas powstania styczniowego znaczące w historii regionu bitwy stoczono pod Lemanem i pomiędzy Ksebkami a Łączkami.
W okresie międzywojennym Kurpiowszczyzna, spustoszona rabunkową gospodarką zaborcy i znacznie zniszczona w czasie I wojny światowej, stanowiła region ubogi. Krytyczna sytuacja licznej biedoty wiejskiej doprowadziła do podjęcia przez Kurpiów akcji protestacyjnych. W Turośli, Nowej Rudzie, Cieciorach miały miejsce wystąpienia przeciwko władzom i policji. Ich rezultatem był słynny marsz Kurpiów na Kolno w 1924 roku, zakończony pomimo licznych represji częściowym cofnięciem uznawanych za krzywdzące podatków.

## Struktura powierzchni
Według danych z roku 2002 gmina Turośl ma obszar ok. 198,43 km², w tym:
- użytki rolne: 68%
- użytki leśne: 26%

Gmina stanowi 21,12% powierzchni powiatu.

## Demografia
Według Powszechnego Spisu Ludności z 1921 roku gminę zamieszkiwało 6.914 osób, 6.867 było wyznania rzymskokatolickiego, 10 prawosławnego, 20 ewangelickiego, 5 greckokatolickiego a 12 mojżeszowego. Jednocześnie 6.900 mieszkańców zadeklarowali polską przynależność narodową, 8 żydowską, 3 rosyjską a 3 rusińską. Były tu 1.298 budynków mieszkalnych. 
Według danych z 30 czerwca 2004 gminę zamieszkiwały 4994 osoby.

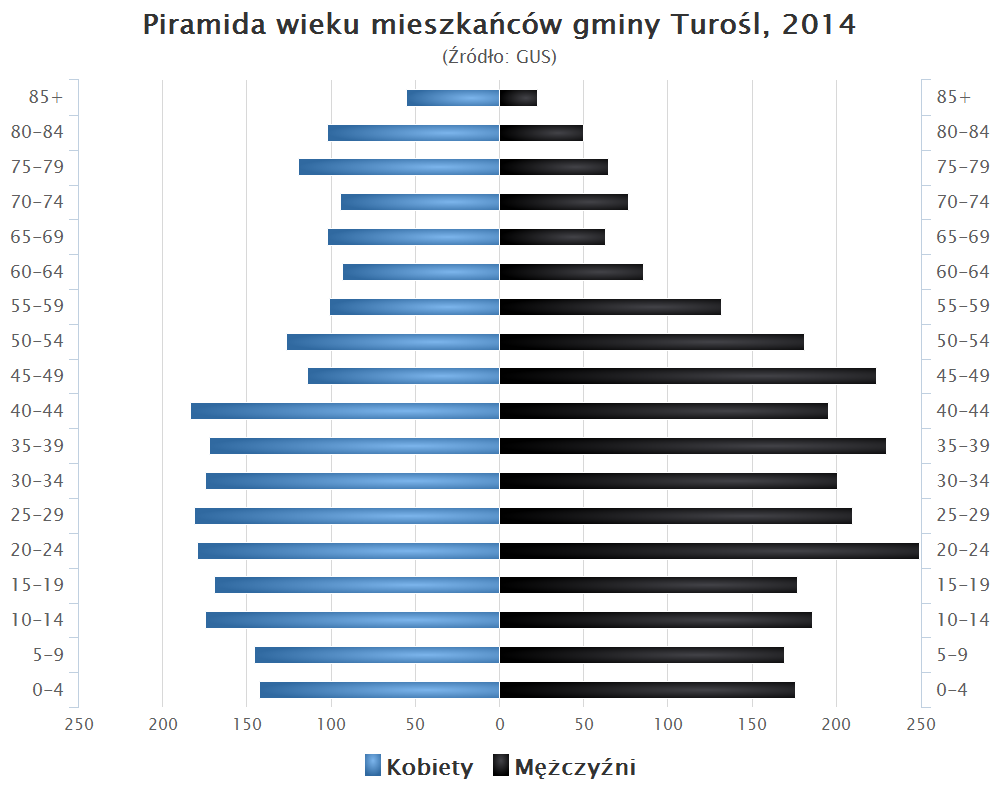
Piramida wieku mieszkańców gminy Turośl w 2014 roku

Dane z 30 czerwca 2004:
| Opis                              | Ogółem | Ogółem | Kobiety | Kobiety | Mężczyźni | Mężczyźni |
| --------------------------------- | ------ | ------ | ------- | ------- | --------- | --------- |
| jednostka                         | osób   | %      | osób    | %       | osób      | %         |
| populacja                         | 4994   | 100    | 2338    | 46,8    | 2656      | 53,2      |
| gęstość zaludnienia (mieszk./km²) | 25,2   | 25,2   | 11,8    | 11,8    | 13,4      | 13,4      |

## Zasoby wodne
- Rzeka Pisa wraz z jej dopływem, Turoślanką
- Jezioro Łacha
- Graniczące z gminą jezioro Serafin

## Kultura
- Gminny Ośrodek Kultury znajdujący się w zabytkowym spichlerzu
- Izba Regionalna zlokalizowana w zabytkowym wiatraku, zgromadziła około 500 eksponatów przedstawiających życie i historię Kurpiów
- Gminna Biblioteka Publiczna

Instytucje te pełnią wiele funkcji, takich jak:
- gromadzenie, dokumentowanie, tworzenie, ochrona i udostępnianie dóbr kultury
- tworzenie warunków do rozwoju amatorskiego ruchu turystycznego ,folkloru i sztuki ludowej
- rozbudzanie i zaspokajanie potrzeb i zainteresowań kulturalnych społeczeństwa

## Sołectwa
Adamusy, Charubin, Charubiny, Cieciory, Cieloszka, Dudy Nadrzeczne, Krusza, Ksebki, Leman, Łacha, Nowa Ruda, Popiołki, Potasie, Ptaki, Pupki, Samule, Szablaki, Trzcińskie, Turośl, Wanacja, Zimna.
Miejscowości bez statusu sołectwa: Pudełko, Turośl (osada leśna).

## Sąsiednie gminy
Kolno, Łyse, Pisz, Zbójna